# Žibrid
Žibrid je druhý nejvyšší vrch Súľovských vrchů (867 m n. m.). Na jeho vrcholu jsou mohutná skalní bradla, z kterých je dobrý výhled na západ do Súľovskej kotliny. Výhled na východní stranu je znemožněn lesním porostem.

## Poloha
Poměrně nevýrazný vrch leží na východním okraji centrální části pohoří, jihovýchodně od obce Súľov-Hradná, v jejím katastru. Jihovýchodně se pod strmě klesajícími svahy nacházejí obce Jasenové a Zbyňov. Severním směrem se táhne výrazný hřeben, oddělený sedlom Patúch (630 m n. m.), východním sousedem je Kamenný diel (653 m n. m.), jižním Dubová (728 m n. m.) a jihozápadním je na hřebeni ležící Dubica (811 m n. m.).

Východně situované svahy odvodňuje Jasenovský potok a Medník s přítoky, vody ze západní části masivu stékají do Hradnianky.